# Chronobiologie et nutrition
 (février 2020).
Améliorez-le ou discutez des points à vérifier. 
La chronobiologie représente l’étude des rythmes biologiques auxquels sont soumis les êtres vivants. 
Chez les mammifères, c’est le rythme circadien, un rythme biologique de 24 heures, qui génère des oscillations physiologiques autonomes. Il joue un rôle important dans la synchronisation des comportements et des processus physiologiques grâce à une horloge biologique interne. Cette dernière est principalement influencée par l'alternance jour et nuit, mais peut aussi être influencée par d'autres synchroniseurs tels que l’alimentation. À son tour, l'horloge circadienne est une composante majeure du métabolisme énergétique. En effet, le comportement alimentaire, les éléments impliqués dans la digestion ainsi que le métabolisme des nutriments font partie des variables biologiques qui varient de façon périodique ou rythmique. De cette façon, l’ingestion de nourriture et l’horloge peuvent s'influencer l'un et l'autre.
Une désynchronisation de l'horloge biologique peut mener à des problèmes de santé tels que le syndrome métabolique. Il existe des approches thérapeutiques telles que la chrononutrition permettant d'adapter l'apport alimentaire en coordination avec les rythmes quotidiens du corps.

## Effet de l'horloge sur le métabolisme nutritionnel
Chez les mammifères, l'horloge circadienne est composée d'une horloge centrale dans le cerveau et de plusieurs horloges périphériques situées dans les cellules d'autres régions cérébrales et des autres tissus. L'horloge centrale est principalement synchronisée et entraînée par la lumière. Celle-ci orchestre la rythmicité des oscillateurs périphériques, qui peuvent eux-mêmes être soumis à des synchroniseurs externes, dont l'alternance éveil/sommeil, l'alternance des saisons, et plus particulièrement les cycles alimentation/jeûne. Les oscillateurs périphériques peuvent être situés dans le foie et l'intestin qui sont deux organes impliqués dans le système digestif. Le but principal de l'expression génique circadienne dans les organes digestifs comme le foie est l'anticipation de la transformation des aliments.
Tout d'abord, l'horloge circadienne participe de façon importante à l'organisation du comportement alimentaire. Autrement dit, elle gère le rythme de l'alimentation dans le temps, sous la forme de repas, autour du cycle d'éveil et de sommeil. Ainsi, la prise alimentaire n'est pas faite de façon aléatoire au courant de la journée. Des études ont notamment proposé la présence d'une horloge alimentaire. La localisation de celle-ci n'est pas encore clairement élucidée, mais il a été évoqué qu'elle se situe au niveau de l'hypothalamus dorsomédian.
Ensuite, le mécanisme de cette horloge chez les mammifères contrôle environ 5 à 15% des gènes à expression rythmique des cellules, dont certains codent des éléments impliqués dans l'homéostasie énergétique et le traitement des aliments. Cela inclut les enzymes et les protéines du système digestif nécessaires à la régulation du métabolisme glucidique, lipidique et protéique. Par exemple, les gènes rythmiques des cellules du foie donnent lieu à la traduction d'enzymes et de protéines primordiaux pour le métabolisme digestif. Parmi ceux-ci figurent le cholestérol 7α hydroxylase responsable de la synthèse du cholestérol,, l'enzyme limitant la vitesse de synthèse des acides biliaires, un certain nombre d'enzymes impliqués dans la détoxication et l'élimination des composants alimentaires, des facteurs de transcription pour le métabolisme des acides gras,, ainsi que des enzymes jouant un rôle dans le métabolisme des glucides,. La coordination de ces mécanismes dépend des oscillations périphériques des cellules du foie.
D'ailleurs, une mutation au niveau des gènes des horloges périphériques peut influencer leur bon fonctionnement. Effectivement, certaines mutations peuvent empêcher partiellement ou entièrement les rythmes circadiens d'avoir lieu. Par exemple, une mutation du gène Clock (CLOCK-Δ19) cause l'obésité ainsi qu'une intolérance au glucose. Une mutation entraînant l'abolition de l'expression du gène Bmal1 cause la modification du cycle circadien de la glycémie.

## Effets de l'alimentation sur l'horloge circadienne

### Effets d'une restriction alimentaire temporelle
Une restriction alimentaire temporelle est le fait de limiter la disponibilité de nourriture dans une fenêtre temporelle. Une expérience sur les souris a permis de démontrer les effets d’une telle restriction sur le système circadien. Les souris sont des animaux nocturnes qui consomment habituellement leur nourriture la nuit. Lorsque celles-ci sont soumises à une restriction alimentaire temporelle, c'est-à-dire qu'elles sont autorisées à manger que pendant un moment de la journée, la phase d'oscillation des gènes de l'horloge est inversée, dans plusieurs tissus dont le foie, le cœur, les reins et le pancréas. Toutefois, l'horloge centrale reste synchronisée à la lumière et ne semble pas être affectée par une telle restriction.
Ceci suggère un découplage entre l'horloge principale et les horloges périphériques lorsque la période de disponibilité de nourriture entre en conflit avec la phase du noyau suprachiasmatique (NSC) sur une longue période,. En effet, ce phénomène peut s'expliquer par le fait que les horloges périphériques se découplent afin de suivre un rythme qui correspond à la période de disponibilité de la nourriture. La majorité des organes doivent adapter leur processus physiologiques à la présence ou non de nourriture. D'ailleurs, ceci est particulièrement observé dans le foie qui est un des premiers organes à réagir lors d'une restriction alimentaire temporelle. Cependant, dès que l'accès à la nourriture redevient normal, l'horloge centrale resynchronise les horloges périphériques.

### Effets d'un régime hypocalorique
Un régime hypocalorique est un régime qui consiste à diminuer les apports caloriques quotidiennes. Ce type de régime altère la fonction de l'horloge centrale et augmente ses réponses de synchronisation à la lumière . Chez les rongeurs, une restriction calorique quotidienne provoque une modification du cycle veille-sommeil orchestré par le NSC. En effet, une consommation hypocalorique altère l'organisation rythmique de l'horloge centrale en provoquant une avance de phase au niveau du cycle veille-sommeil. Autrement dit, des animaux normalement nocturnes deviennent partiellement diurnes,. De plus, une restriction calorique provoque une avance de phase au niveau d'autres rythmes journaliers tels que la synthèse de mélatonine, la température corporelle et l'activité locomotrice,. Ceci suggère que les signaux métaboliques d’une alimentation hypocalorique sont capables de modifier les réponses de l’horloge suprachiasmatique à la lumière,.

### Effets d'un régime hypercalorique
Chez les rongeurs, une alimentation riche en graisses entraîne des anomalies métaboliques imitant le syndrome métabolique chez l'humain, dont l'obésité et la résistance à l'insuline. Ces maladies métaboliques sont liées à une modification de l'organisation temporelle de plusieurs fonctions physiologiques. L'horloge centrale contrôle la majorité des fonctions physiologiques et des processus métaboliques.
Les effets physiologiques d'une alimentation riche en graisses incluent une altération de la fonction de l'horloge centrale et une diminution de ses réponses de synchronisation à la lumière. En effet, les rongeurs soumis à un régime en haute teneur en graisses vont présenter une réduction de synchronisation au niveau de leur horloge centrale, c'est-à-dire que la remise à l'heure de celle-ci s'effectue de manière plus lente. Cette observation sur les animaux suggère qu'il est probable que les effets du décalage horaire soient plus importants chez les humains souffrant d'obésité d'origine alimentaire.

## Chrononutrition
La chrononutrition constitue un régime d'alimentation où le moment de consommation de nourriture doit être considéré afin d'être synchronisé avec les rythmes circadiens endogènes. Plusieurs études ont été effectuées sur les changements métaboliques à la suite d'un épisode de contrôle strict de l'alimentation des sujets et ce, sur une période prolongée. Une des découvertes importantes fut que le rythme temporel de consommation de nourriture est important pour le maintien de la balance énergétique des processus physiologiques. Pour ceci, plusieurs techniques ont été proposées afin d'intégrer un horaire de consommation stable dans le but de maintenir un poids santé et de traiter l'obésité.
D'autres études portant sur des souris ont prouvé que, lorsque restreintes dans leur consommation, elles perdent du poids et améliorent leur métabolisme, contrairement à celles qui mangent à leur guise. D'ailleurs, ces effets ont été observés malgré le fait que la consommation calorique était équivalente chez toutes les souris. Ainsi, ces résultats ont promu de nombreuses études subséquentes qui démontrent les bienfaits de la chrononutrition, dont une suggère que la restriction alimentaire temporelle pourrait stabiliser ou même renverser les effets de certains problèmes liés au métabolisme. D'ailleurs, les effets bénéfiques de cette diète sont observés chez de nombreuses espèces, tel qu'empêcher le gain de poids chez les drosophiles ou favoriser la perte de poids et le contrôle glycémique chez les humains. D'autres effets bénéfiques de la chrononutrition sont soulevés par des données qui indiquent que la restriction alimentaire entraine une thermogenèse qui est optimale tôt le matin et qui nécessite un moins grand apport énergétique pour son bon fonctionnement.
De plus, les horloges circadiennes et le métabolisme s'influencent mutuellement, ce qui indique que le temps auquel la nourriture est ingérée a un impact sur le métabolisme. En effet, l'irrégularité temporelle mène les individus à se suralimenter et ceci est dû à la réduction de leur capacité à détecter leur satiété. D'ailleurs, le rythme circadien joue un rôle dans l'expression de la leptine, qui est une hormone responsable de réprimer l'appétit. Donc, le dérèglement circadien résulte en une réduction de la sécrétion de leptine.
Les horloges endogènes périphériques sont déterminées par le cycle de consommation de nourriture et par les nutriments ingérés; elles sont responsables de nombreux processus physiologiques tels que la régulation des concentrations de glucoses et de lipides, la sécrétion des hormones, la réponse immunitaire et la digestion,. Si les rythmes endogènes sont perturbés, cela entraîne des désordres métaboliques importants causés plus particulièrement par l'irrégularité du temps de consommation des repas. Ainsi, une diète restreinte temporellement peut remédier à de nombreux problèmes métaboliques.
La consommation d'aliments riches en glucides est bénéfique tôt dans la journée plutôt que dans la soirée. En effet, certaines études démontrent qu'une diète consistant de glucides ingérée dans les premiers moments de la journée contrerait le développement de plusieurs types de diabètes ainsi que celui du syndrome métabolique,.
En accord avec ce qui est mentionné ci-haut, il a été démontré que les humains ont une meilleure sensibilité à l'insuline, une meilleure réactivité des cellules pancréatique bêta, une tolérance accrue au glucose et une thermogénèse plus efficace le matin plutôt qu'en soirée,,. La plupart des recherches effectuées confirment que manger tôt dans la journée favorise le rythme endogène, ce qui bénéficie le métabolisme en général. D'ailleurs, diminuer le temps de consommation de nourriture pourrait avoir des bienfaits sur le métabolisme global. En effet, lorsqu'on élonge la période d'attente entre deux repas, l'organisme favorise l'épuisement de la réserve de glycogène dans le foie plutôt que de synthétiser les lipides ou d'entreposer des gras dans les tissus adipeux, ce qui est possible par des processus d'oxydation des acides gras et des cétones.
Durant le midi, une grande partie du repas contient des protéines. En effet, plusieurs expériences ont démonté qu'une diète consistant en partie d'une consommation de protéines a un impact positif sur le métabolisme. Une étude démontre qu'après un repas haut en teneur protéique, les individus arrivaient à satiété plus rapidement et avaient une meilleure mobilisation de l'énergie.